# Фестиваль поэзии имени Бориса Чичибабина
Фестиваль поэзии имени Бориса Чичибабина — ежегодный Международный фестиваль современной поэзии, проходивший с 2002 года в Харькове и посвящённый памяти русского поэта Бориса Чичибабина, жившего в этом городе. Учреждён Международным фондом памяти Б. А. Чичибабина, проводился в начале календарного года, поскольку Борис Чичибабин родился 9 января; постоянное участие в организации фестиваля принимала вдова поэта Лилия Карась-Чичибабина.
Общее направление фестиваля определяла группа харьковских поэтов во главе со Станиславом Минаковым и Ириной Евса, которые также представляли фестиваль на других международных литературных мероприятиях. Организаторы фестиваля отдавали предпочтение авторам с устоявшейся репутацией, следующим традиционному пониманию задач и принципов литературы. В разные годы в фестивале принимали участие такие авторы, как Александр Кушнер, Светлана Кекова, Сергей Гандлевский, Дмитрий Быков, Дмитрий Сухарев, Евгений Рейн, Юрий Кублановский, Марина Кудимова, Алексей Пурин; русскую поэзию Украины представляли, помимо целого ряда харьковских авторов, Андрей Поляков, Александр Кабанов, Наталья Бельченко, украинскую поэзию — Сергей Жадан, Тарас Федюк и другие.
С 2014 года фестиваль не проводится, однако в 2018 году фестиваль с таким же названием был проведён, к 95-летию Чичибабина, под патронатом Харьковского национального университета.